# Liste der Senatoren für Bundesangelegenheiten des Landes Berlin
Dies ist eine Liste der Senatoren für Bundesangelegenheiten des Landes Berlin seit 1949.
| Name                                                                                         | Amtsantritt                                      | Senat                              | Partei                             |
| Stadtrat für Bundesangelegenheiten                                                           | Stadtrat für Bundesangelegenheiten               | Stadtrat für Bundesangelegenheiten | Stadtrat für Bundesangelegenheiten |
| -------------------------------------------------------------------------------------------- | ------------------------------------------------ | ---------------------------------- | ---------------------------------- |
| Günter Klein                                                                                 | 15. September 1949                               | Magistrat Reuter II                | SPD                                |
| Senator für Bundesangelegenheiten                                                            |                                                  |                                    |                                    |
| Günter Klein                                                                                 | 1. Februar 1951                                  | Reuter                             | SPD                                |
| Friedrich Haas                                                                               | 22. Oktober 1953                                 | Schreiber                          | CDU                                |
| Günter Klein                                                                                 | 22. Januar 1955 2. Februar 1957 14. Februar 1959 | Suhr Brandt I Brandt II            | SPD                                |
| Klaus Schütz                                                                                 | 21. Dezember 1961 16. April 1963                 | Brandt II Brandt III               | SPD                                |
| Heinrich Albertz                                                                             | 20. April 1966                                   | Albertz I                          | SPD                                |
| Dietrich Spangenberg                                                                         | 6. April 1967 19. Oktober 1967                   | Albertz II Schütz I                | SPD                                |
| Horst Grabert                                                                                | 10. Juli 1969 2. Oktober 1971                    | Schütz I Schütz II                 | SPD                                |
| Dietrich Stobbe                                                                              | 18. Januar 1973 25. April 1975                   | Schütz II Schütz III               | SPD                                |
| Horst Korber                                                                                 | 3. Juli 1977                                     | Stobbe I                           | SPD                                |
| Gerhard Heimann                                                                              | 18. März 1979                                    | Stobbe II                          | SPD                                |
| Gerhard Konow                                                                                | 23. Januar 1981                                  | Vogel                              | parteilos                          |
| Norbert Blüm                                                                                 | 11. Juni 1981                                    | von Weizsäcker                     | CDU                                |
| Rupert Scholz                                                                                | 5. Oktober 1982 8. März 1984                     | von Weizsäcker Diepgen I           | CDU                                |
| Senator für Justiz und Bundesangelegenheiten                                                 |                                                  |                                    |                                    |
| Rupert Scholz                                                                                | 10. März 1985                                    | Diepgen II                         | CDU                                |
| Ludwig A. Rehlinger                                                                          | 1988                                             | Diepgen II                         | CDU                                |
| Senator für Bundesangelegenheiten                                                            |                                                  |                                    |                                    |
| Heide Pfarr                                                                                  | 16. März 1989                                    | Momper                             | SPD                                |
| Senator für Bundes- und Europaangelegenheiten                                                |                                                  |                                    |                                    |
| Peter Radunski                                                                               | 24. Januar 1991                                  | Diepgen III                        | CDU                                |
| Seit 1996 ist der Fachbereich „Bundesangelegenheiten“ ein Geschäftsbereich der Senatskanzlei |                                                  |                                    |                                    |